# No Time for Love
 No Time for Love és una pel·lícula estatunidenca de Mitchell Leisen estrenada el 1943.

## Argument
Katherine, una fotògrafa prestigiosa i brillant de moda, rebutja tots els seus pretendents i mostra una actitud molt altiva amb tots els que l'envolten. Per baixar-li els fums, el seu editor li encarrega un reportatge fotogràfic sobre uns treballadors que estan acabant un túnel al riu Hudson. Un incident entre Katherine i un obrer anomenat Ryan es salda amb l'acomiadament d'aquest. Llavors, la fotògrafa el contracta com a ajudant. Però, quan Ryan s'interessa per una de les models, Katherine descobreix el significat de la paraula 'gelosia'.

## Repartiment
- Claudette Colbert: Katherine Grant
- Fred MacMurray: Jim Ryan
- Ilka Chase: Hoppy Grant
- Richard Haydn: Roger Winant
- Paul McGrath: Henry Fulton
- June Havoc: Darlene
- Marjorie Gateson: Sophie

## Nominacions
- 1945. Oscar a la millor direcció artística per Hans Dreier, Robert Usher i Sam Comer.